# 타가와 토시미
타가와 토시미(일본어: 田川 寿美, 1975년 11월 22일 일본 와카야마현 와카야마시 ~ )는 일본의 여성 엔카 가수이다. 호리코시 고등학교를 졸업하였으며, 현재 나가라 프로덕션에 소속되어 있다.

## 경력
1992년 《女…ひとり旅 (여자…홀로 여행)》으로 데뷔하였으며, 여러 신인상을 수상하였다. 데뷔 전 《제13회 나가사키 가요제》에 출전하여 우승한 적이 있다. 데뷔 2년 후인 1994년 《NHK 신인가요 콘테스트》에서 우승하였고, 당시 우승자에 대한 특전으로 주어진 《NHK 홍백가합전》 출연권을 부여받아 이 해 처음으로 출연하였다. 이후 《NHK 홍백가합전》에는 1995년, 1998년, 2002년 등 총 4회 출연하였다.
한편 2011년 10월 13세 연상의 남성과 혼인하여 2012년 9월 25일 아들을 출산하였으나, 2015년 6월 이혼을 발표하였다.

## 대표곡
- 《女…ひとり旅》(여자…홀로 여행, 1994년)
- 《みれん海峡》(미련의 해협, 1995년)
- 《華観月(はなみづき)》(3월, 1996년)
- 《しゃくなげの雨》(석남화의 비, 1997년)
- 《哀愁港》(애수의 항구, 1998년)
- 《海峡みなと駅》(해협의 항구 역, 2000년)
- 《海鳴り》(괭이갈매기, 2001년)
- 《女人高野》(여인 코야, 2002년)
- 《花になれ -うめ さくら あやめ あじさい ひがんばな-》(꽃이 되어라 ~매화 벚꽃 붓꽃 수국 석산~, 2004년)
- 《雪が降る》(눈이 내린다, 2006년)
- 《冬の日本海》(겨울의 일본해, 2011년)

## 수상
- 1994년 제4회 《NHK 신인가요 콘테스트》 우승
- 1997년 제30회 《일본 작사 대상》 우수상
- 1998년 ~ 2000년 제40회 ~ 제42회 《일본 레코드 대상》 우수작품상
- 2001년 제34회 《일본 작사 대상》 우수상
- 2001년 제43회 《일본 레코드 대상》 최우수가창상
- 2002년 제44회 《일본 레코드 대상》 금상
- 2006년 제39회 《일본 작사 대상》 우수작품상